# 澳大利亚人列表
澳大利亚人按职业分类，可以从以下各列表中查询。
- 澳大利亚总督列表
- 澳大利亚总理列表
- 澳大利亚艺术家列表（英语：List of Australian artists）
- 澳大利亚演员列表（英语：List of Australian actors）
- 澳大利亚作家列表（英语：List of Australian writers）
  - 澳大利亚小说家列表（英语：List of Australian novelists）
- 澳大利亚建筑家列表（英语：List of Australian architects）
- 澳大利亚画家列表（英语：List of Australian painters）
- 澳大利亚作曲家列表（英语：List of Australian composers）
- 澳大利亚哲学家列表（英语：List of Australian philosophers）
- 澳大利亚雕刻家列表（英语：List of Australian sculptors）
- 澳大利亚电影导演列表（英语：List of Australian film directors）
- 澳大利亚裔美国人列表（英语：List of Australian Americans）
- 澳大利亚诺贝尔奖得主列表（英语：List of Australian Nobel laureates）

|  | 本条目是人物相关列表索引。 |